# Merzak Boumaraf
Merzak Boumaraf (en arabe : مرزاق بومعراف), né vers 1953 et mort le 18 octobre 2018, est un joueur puis entraîneur de football algérien.

## Biographie
Merzak Boumaraf évolue au RC Kouba, avec son frère Hocine Boumaraf, de 1970 à 1981 ; il est sacré champion d'Algérie lors de la saison 1980-1981,
Il devient par la suite éducateur des équipes de jeunes du club avant de prendre le poste d'entraîneur de l'équipe première en 1987 après un accident de la route ayant coûté la vie de plusieurs joueurs de l'effectif le 12 février 1987. Le RC Kouba remporte le groupe centre du Championnat d'Algérie de football de deuxième division 1987-1988 et est donc promu en première division,
Il entraîne ensuite entre autres le CS Constantine et l'ES Mostaganem en Algérie, Saint-Chamond et Andrézieux en France ainsi que le FC Nouadhibou en Mauritanie de 2007 à 2009, remportant la Coupe de Mauritanie en 2008,
Il meurt le 18 octobre 2018 à l'âge de 65 ans des suites d'une longue maladie.

## Palmarès

### Palmarès de joueur

#### En club
RC Kouba
- Championnat d'Algérie
  - Champion : 1981

### Palmarès d'entraîneur
| RC Kouba - Championnat d'Algérie D2 (1) : - Champion : 1987-88 (Centre). |  | FC Nouadhibou - Coupe de Mauritanie (1) : - Vainqueur : 2008. |